# がんばれ!ベアーズ ニュー・シーズン
『がんばれ!ベアーズ ニュー・シーズン』（原題: Bad News Bears）は、2005年に公開されたアメリカ映画。

## 概要
1976年の名作スポーツ映画『がんばれ!ベアーズ』をリメイクしたファミリームービー。

## あらすじ
元メジャーリーガーのバターメイカーは女性からの安請け合いで少年野球の監督を引き受ける事に。しかしその少年野球チームは万年最下位の弱小チームなのであった。

## キャスト
※括弧内は日本語吹替
- モリス・バターメイカー - ビリー・ボブ・ソーントン（原康義）
- ロイ・ブロック - グレッグ・キニア（内田直哉）
- リズ・ホワイトウッド - マーシャ・ゲイ・ハーデン（弘中くみ子）
- アマンダ・ワーフリッツァー - サミー・ケイン・クラフト（三村ゆうな）
- ケリー・リーク - ジェフリー・デイヴィス（小林良也）
- マイク・エンゲルバーグ - ブランドン・クラッグス（木村昴）
- タナー・ボイル - ティミー・ディターズ
- トビー・ホワイトウッド - リッジ・キャナイプ

## スタッフ
- 監督：リチャード・リンクレイター
- オリジナル脚本：ビル・ランカスター
- 脚色：ビル・ランカスター, グレン・フィカーラ, ジョン・レクア
- 撮影：ロジェ・ストファーズ, NSC
- プロダクション・デザイナー：ブルース・カーティス
- 編集：サンドラ・エイデアー, A.C.E.
- 衣装：カレン・パッチ
- 音楽スーパーバイザー：ランドール・ポスター
- 音楽：エドワード・シェアマー